# Acanthodoris pilosa
Acanthodoris pilosa (лат.) — вид брюхоногих моллюсков из семейства Onchidorididae отряда голожаберных (Nudibranchia).

## Описание
Длина тела составляет 5 см. Тело овальной формы белого, серого или тёмно-коричневого цвета, на голове два втягивающихся, слоистых щупальца. Эти щупальца окружают невысокие, заострённые воротнички. Спина покрыта множеством остроконечных выростов, вокруг анального отверстия расположен венец из вторичных жабр.

### Питание
Моллюск питается только мшанками родов Flustrellidra и Alcyondium.

## Распространение
Вид обитает в Средиземном море и в Атлантике, а также в Ла-Манше, Северном море и западной части Балтийского моря. Он живёт на скалистом грунте, раковинах моллюсков и водорослях. Их можно встретить также ниже зоны приливов и отливов.